# Florian Ryszka
Florian Ryszka (ur. 3 maja 1934 w Mnichu, zm. 28 czerwca 2020) – polski farmaceuta, prof. dr. hab. n. med.

## Życiorys
Obronił pracę doktorską, następnie uzyskał stopień doktora habilitowanego. 30 maja 1994 nadano mu tytuł profesora w zakresie nauk medycznych. Pracował w Katedrze i Zakładzie Farmacji Stosowanej na Wydziale Farmaceutycznym i Oddziale Medycyny Laboratoryjnej w Sosnowcu Śląskiej Akademii Medycznej w Katowicach.
Zmarł 28 czerwca 2020. Pochowany na Cmentarzu Komunalnym przy ul. Wojska Polskiego 124 w Sosnowcu.

## Odznaczenia
- Srebrny Krzyż Zasługi[1]
- Medal Komisji Edukacji Narodowej[1]
- Odznaka "Za wzorową pracę w służbie zdrowia[1]